# Malabo
Malabo (prije Santa Isabel) glavni je grad i trgovačko središte Ekvatorske Gvineje te sjedište provincije Bioko Norte. Leži na sjevernoj obali otoka Bioko, u podnožju ugaslog vulkana Pico Basilé, visokog 3011 metara.
Grad su 1827. osnovali Britanci, koji su unajmili otok od Španjolske. Nazvali su ga Port Clarence, a nakon povratka španjolske vlasti preimenovan je u Santa Isabel. Stanovništvo se povećavalo naseljavanjem oslobođenih robova. Godine 1969. Santa Isabel zamijenila je Batu kao glavni grad novostvorene države, a od 1973. nosi današnje ime Malabo. Autohtono Bubi stanovništvo trpjelo je zlostavljanja tijekom diktature Francisca Macíasa Ngueme te je veliki broj ubijen ili je izbjegao u Španjolsku i druge zemlje.
Atrakcije u Malabou uglavnom su španjolske kolonijalne zgrade, poglavito katedrala iz 1916. u gotičkom stilu i Predsjednički dvori (Palacio de la Presidencia), oboje na trgu Plaza de España. Jak je izvoz kakaa, građevnog drva i kave, no najznačajniji za razvoj grada obližnji je industrijski kompleks Punta Europa, gdje se nalaze brojne međunarodne tvrtke i postrojenja za preradu nafte i zemnog plina. Devet kilometara zapadno od grada smještena je međunarodna zračna luka Saint Isabel Airport.
Prema popisu iz 1994. godine, Malabo je imao 60.065 stanovnika te je jedan od najmanjih glavnih gradova u Africi.

## Vanjske poveznice
- Malabo travel guide  Arhivirana inačica izvorne stranice od 8. srpnja 2010. (Wayback Machine) (engl.)

### Ostali projekti
|  | Zajednički poslužitelj ima još gradiva o temi Malabo |